# Aqui em baixo Tudo É Simples
| Críticas profissionais | Críticas profissionais |
| Avaliações da crítica  | Avaliações da crítica  |
| Fonte                  | Avaliação              |
| ---------------------- | ---------------------- |
| Blitz                  | [ 1 ]                  |

Aqui Em Baixo Tudo É Simples é o segundo longa-duração da banda portuguesa de música klezmer Melech Mechaya. Conta com a participação da fadista portuguesa Mísia, no tema "Gare No Oriente", e do trompetista norte-americano Frank London, líder dos Klezmatics (vencedores de um Grammy em 2006). O álbum foi considerado um dos melhores álbuns do ano pela revista Blitz  e pela Rádio Nacional de Espanha (programa Mundofonias). Em Maio de 2012 foi editado internacionalmente, e distribuído em mais de uma dúzia de países espalhados por 3 continentes.

## Faixas
1. Freylach De Varsóvia (Tradicional)
2. Los Bentos (Caiado/Graça/Novais/Santos/Veríssimo)
3. Mazel Tov (Tradicional)
4. Pano Corrido (Caiado/Graça/Novais/Santos/Veríssimo)
5. Gare No Oriente (com a participação de Mísia) (Caiado/Graça/Novais/Santos/Veríssimo)
6. Jahfotes (Caiado/Graça/Novais/Santos/Veríssimo)
7. Caleidoscópio (com a participação de Frank London) (Caiado/Graça/Novais/Santos/Veríssimo)
8. Aqui Em Baixo Tudo É Simples (Caiado/Graça/Novais/Santos/Veríssimo)
9. Chapéu Preto (Arlindo Duarte Carvalho)
10. Chinelo Aquático (Caiado/Graça/Novais/Santos/Veríssimo)
11. Doina (Dave Tarras)
12. Sirba + Di Grine Kuzine (Tradicional)
13. Dança Árabe (Tradicional)

## Formação
- João Graça (violino, coros)
- Miguel Veríssimo (clarinete, concertina, coros, percussões)
- André Santos (guitarra, concertina, coros)
- João Sovina (contrabaixo, voz, coros)
- Francisco Caiado (percussões, coros)